# Georges Magnane
Georges Magnane, nom de plume de René Catinaud, est un écrivain et traducteur français né le 31 août 1907 à Neuvic-Entier (Haute-Vienne) et mort le 12 septembre 1985 à Neuilly-sur-Seine.

## Biographie
Agrégé d'anglais, enseignant, Georges Magnane était également un athlète pratiquant plusieurs disciplines. Il a publié une quinzaine de romans et traduit divers romanciers anglophones, dont Ernest Hemingway, Philip Roth, Truman Capote et John Updike.
Il a collaboré à L'Écran français de 1945 à 1948. 
Parce qu'il est connu en outre comme l'un des pionniers de la sociologie du sport, un colloque international lui a été consacré à Limoges du 4 au 6 juin 2014.

## Publications
- L'Épée du roi, Gallimard, 1937
- Portonéro, Gallimard, 1938
- La Bête à concours, Gallimard, 1941
- Les Hommes forts, Gallimard, 1942 ; Le Dilettante, 2014
- Gerbe Baude, Gallimard, 1943[5]
- Les Beaux Corps de 20 ans, Gallimard, 1946
- Le Bon Lait d'Amérique, Bibliothèque française, 1946
- Plaisir d'amour, Gallimard, 1948
- La Trêve olympique, Albin Michel, 1950
- Le Génie de six heures, Albin Michel, 1951
- Où l'herbe ne pousse plus, Albin Michel, 1952
- Gagné-perdu, Gallimard, 1954
- L'amour tue vite et bien, Albin Michel, 1958
- Les Chers Collègues, Albin Michel, 1963[6]
- Sociologie du sport.Situation du loisir sportif dans la culture contemporaine, Gallimard, 1964
- Des animaux farouches, Gallimard, 1978 (Prix Biguet 1979)[7]

## Sur Georges Magnane
- Gilbert Prouteau, Anthologie des textes sportifs de la littérature, Éditions Défense de la France, 1948, p. 287
- Thomas Bauer, Georges Magnane : la plume et le sport, Presses universitaires de Reims, 2015